# Casas de Fernando Alonso
Casas de Fernando Alonso és un municipi de la província de Conca, a la comunitat autònoma de Castella-la Manxa. Es troba entre les localitats de San Clemente i Minaya, aquesta darrera a la província d'Albacete.
En el cens de 2020 tenia 1.140 habitants. La principal activitat econòmica és l'agricultura, amb cultius de vinya i producció de vi a la Cooperativa de la Purísima Concepción i altres cellers. Les festes patronals se celebren al final d'agost en honor del Cristo de la fe.